# Los Lagos (departement)
Los Lagos is een departement in de Argentijnse provincie Neuquén. Het departement (Spaans:  departamento) heeft een oppervlakte van 4.230 km² en telt 8.654 inwoners.

## Plaatsen in departement Los Lagos
- Confluencia
- Cuyin Manzano
- El Portezuelo
- Nahuel Huapi
- Huemul
- Paso Coihue
- Pichi Traful
- Puerto Huemul
- Puerto Anchorena
- Ruca Malen
- Villa La Angostura
- Villa Llanquin
- Villa Traful